# Ismaël Koné
Ismaël Kenneth Jordan Koné (Abidjan, 16 giugno 2002) è un calciatore canadese con cittadinanza ivoriana, centrocampista del Sassuolo, in prestito dal Olympique Marsiglia, e della nazionale canadese.

## Carriera

### Club

#### Gli esordi
Arrivato al CF Montréal nel 2021, durante la prima stagione non ha mai visto il campo limitandosi a collezionare poco meno di una decina di convocazioni in prima squadra.
L'anno seguente, Koné ha giocato la sua prima partita da professionista il 23 febbraio 2022 in CONCACAF Champions League contro il Santos Laguna; partito da titolare, al 61º ha realizzato la rete del 3-0, contribuendo così al passaggio del turno della squadra canadese. Il 19 marzo ha realizzato la prima rete in MLS, marcando la momentanea rete del 2-1 per Montréal contro l'Atlanta United. In pianta stabile nella rosa della prima squadra, ha terminato la stagione 2022 con 32 presenze e quattro reti tra tutte le competizioni.

#### L'approdo in Europa: Watford
Il 5 dicembre, dopo aver concluso l'esperienza mondiale in Qatar, il centrocampista canadese viene ingaggiato a titolo definitivo dal Watford, firmando un contratto di quattro anni e mezzo con il club inglese. Il 7 gennaio 2023 esordisce con la formazione inglese partendo da titolare in coppa d'Inghilterra contro il Reading, rimanendo in campo per tutta la partita. Il 14 gennaio seguente viene impiegato da titolare in Championship nel match valido per la ventisettesima giornata contro il Blackpool.
Il 28 novembre realizza la prima rete con il club inglese, contribuendo alla rimonta contro il Norwich City in vantaggio, fino alla rete del centrocampista canadese, per 0-2.

#### Il passaggio all'Olympique Marsiglia e il prestito allo Stade Rennais
Il 3 luglio 2024 viene ufficializzato il passaggio del calciatore canadese all'Olympique Marsiglia. Nella prima parte di stagione non viene utilizzato con costanza e racimola appena nove presenze tra campionato e coppa nazionale; indi per cui, il 3 febbraio 2025 viene girato in prestito al Rennes.

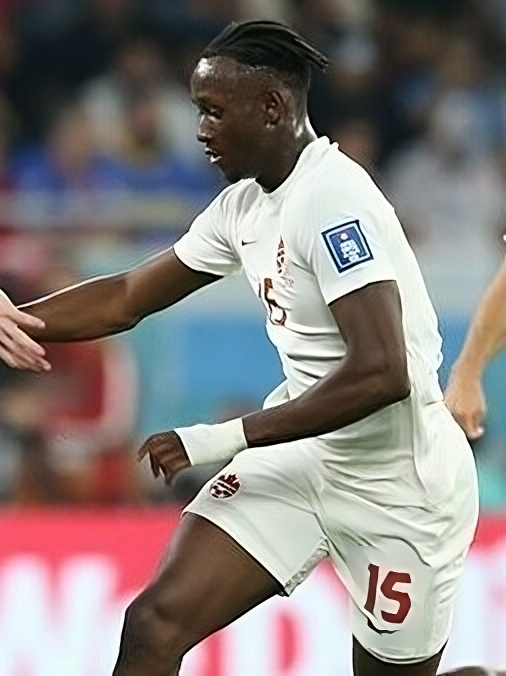
Koné ai Mondiali 2022

#### L'arrivo a Sassuolo
Il 29 luglio 2025, il Sassuolo annuncia  di aver acquisito in prestito con diritto di acquisto le prestazioni di Koné.

### Nazionale
Il 24 marzo 2022 viene convocato per la prima volta dal CT del Canada, Josh Herdman, per i match di qualificazione validi per il campionato mondiale di calcio 2022. Il giorno dopo esordisce con la nazionale subentrando a dieci minuti dal termine contro la Costa Rica in sostituzione di Jonathan Osorio. Il 30 marzo viene schierato titolare, nell'ultimo match di qualificazione al mondiale, contro Panama venendo sostituito ad inizio ripresa.
L'11 novembre seguente, nell'amichevole disputata contro il Bahrein nella fase preparatoria al mondiale in Qatar, realizza la prima rete con la nazionale canadese. Convocato per il mondiale qatariota, il 23 novembre viene impiegato nel primo match della fase a gironi della nazionale canadese contro il Belgio, sostituendo, a partita in corso, Atiba Hutchinson. Ha disputato le restanti partite del girone, subentrando a partita in corso sia contro la Croazia sia contro il Marocco.
Successivamente viene convocato per la Copa América 2024, in cui la squadra viene eliminata in semifinale dall'Argentina futura vincitrice del torneo. Nella finale per il 3° posto i canadesi affrontano l'Uruguay, realizzando il secondo gol della sua squadra; la sfida, terminata 2-2, si protrae quindi ai calci di rigore, in cui i nordamericani hanno la peggio a causa degli errori dal dischetto di Koné e Alphonso Davies.
Il 23 marzo 2025 ottiene la medaglia d'argento in Nations League battendo gli Stati Uniti nella finale 3° posto.

## Statistiche

### Presenze e reti nei club
Statistiche aggiornate al 18 maggio 2025.
| Stagione           | Squadra             | Campionato         | Campionato | Campionato | Coppe nazionali | Coppe nazionali | Coppe nazionali | Coppe continentali | Coppe continentali | Coppe continentali | Altre coppe | Altre coppe | Altre coppe | Totale | Totale |
| Stagione           | Squadra             | Comp               | Pres       | Reti       | Comp            | Pres            | Reti            | Comp               | Pres               | Reti               | Comp        | Pres        | Reti        | Pres   | Reti   |
| ------------------ | ------------------- | ------------------ | ---------- | ---------- | --------------- | --------------- | --------------- | ------------------ | ------------------ | ------------------ | ----------- | ----------- | ----------- | ------ | ------ |
| 2021               | CF Montréal         | MLS                | 0          | 0          | CC              | -               | -               | -                  | -                  | -                  | -           | -           | -           | 0      | 0      |
| 2022               | CF Montréal         | MLS                | 26+2       | 2+1        | CC              | 1               | 0               | CCL                | 3                  | 1                  | -           | -           | -           | 32     | 4      |
| Totale CF Montréal | Totale CF Montréal  | Totale CF Montréal | 28         | 3          |                 | 1               | 0               |                    | 3                  | 1                  |             | -           | -           | 32     | 4      |
| gen.-giu. 2023     | Watford             | FLC                | 16         | 0          | FACup+CdL       | 1+0             | 0               | -                  | -                  | -                  | -           | -           | -           | 17     | 0      |
| 2023-2024          | Watford             | FLC                | 42         | 4          | FACup+CdL       | 3+1             | 0               | -                  | -                  | -                  | -           | -           | -           | 46     | 4      |
| Totale Watford     | Totale Watford      | Totale Watford     | 58         | 4          |                 | 5               | 0               |                    | -                  | -                  |             | -           | -           | 63     | 4      |
| 2024-gen. 2025     | Olympique Marsiglia | L1                 | 8          | 0          | CF              | 1               | 0               | -                  | -                  | -                  | -           | -           | -           | 9      | 0      |
| gen.-giu. 2025     | Rennes              | L1                 | 13         | 2          | CF              | -               | -               | -                  | -                  | -                  | -           | -           | -           | 13     | 2      |
| 2025-2026          | Sassuolo            | A                  | 0          | 0          | CI              | 0               | 0               | -                  | -                  | -                  | -           | -           | -           | 0      | 0      |
| Totale carriera    | Totale carriera     | Totale carriera    | 107        | 9          |                 | 7               | 0               |                    | 3                  | 1                  |             | -           | -           | 117    | 10     |

### Cronologia presenze e reti in nazionale
| Cronologia completa delle presenze e delle reti in nazionale ― Canada | Cronologia completa delle presenze e delle reti in nazionale ― Canada | Cronologia completa delle presenze e delle reti in nazionale ― Canada | Cronologia completa delle presenze e delle reti in nazionale ― Canada | Cronologia completa delle presenze e delle reti in nazionale ― Canada | Cronologia completa delle presenze e delle reti in nazionale ― Canada | Cronologia completa delle presenze e delle reti in nazionale ― Canada | Cronologia completa delle presenze e delle reti in nazionale ― Canada |
| Data                                                                  | Città                                                                 | In casa                                                               | Risultato                                                             | Ospiti                                                                | Competizione                                                          | Reti                                                                  | Note                                                                  |
| --------------------------------------------------------------------- | --------------------------------------------------------------------- | --------------------------------------------------------------------- | --------------------------------------------------------------------- | --------------------------------------------------------------------- | --------------------------------------------------------------------- | --------------------------------------------------------------------- | --------------------------------------------------------------------- |
| 24-3-2022                                                             | San José                                                              | Costa Rica                                                            | 1 – 0                                                                 | Canada                                                                | Qual. Mondiali 2022                                                   | -                                                                     | 80’                                                                   |
| 30-3-2022                                                             | Panama                                                                | Panama                                                                | 1 – 0                                                                 | Canada                                                                | Qual. Mondiali 2022                                                   | -                                                                     | 46’                                                                   |
| 23-9-2022                                                             | Vienna                                                                | Qatar                                                                 | 0 – 2                                                                 | Canada                                                                | Amichevole                                                            | -                                                                     | 46’                                                                   |
| 27-9-2022                                                             | Bratislava                                                            | Canada                                                                | 0 – 2                                                                 | Uruguay                                                               | Amichevole                                                            | -                                                                     | 55’ 89’                                                               |
| 11-11-2022                                                            | Manama                                                                | Bahrein                                                               | 2 – 2                                                                 | Canada                                                                | Amichevole                                                            | 1                                                                     |                                                                       |
| 17-11-2022                                                            | Dubai                                                                 | Giappone                                                              | 1 – 2                                                                 | Canada                                                                | Amichevole                                                            | -                                                                     | 46’                                                                   |
| 23-11-2022                                                            | Al Rayyan                                                             | Belgio                                                                | 1 – 0                                                                 | Canada                                                                | Mondiali 2022 - 1º turno                                              | -                                                                     | 58’                                                                   |
| 27-11-2022                                                            | Al Rayyan                                                             | Croazia                                                               | 4 – 1                                                                 | Canada                                                                | Mondiali 2022 - 1º turno                                              | -                                                                     | 46’                                                                   |
| 1-12-2022                                                             | Doha                                                                  | Canada                                                                | 1 – 2                                                                 | Marocco                                                               | Mondiali 2022 - 1º turno                                              | -                                                                     | 60’                                                                   |
| 25-3-2023                                                             | Willemstad                                                            | Curaçao                                                               | 0 – 2                                                                 | Canada                                                                | CONCACAF Nations League 2022-2023 - 1º turno                          | -                                                                     | 70’                                                                   |
| 28-3-2023                                                             | Toronto                                                               | Canada                                                                | 4 – 1                                                                 | Honduras                                                              | CONCACAF Nations League 2022-2023 - 1º turno                          | -                                                                     |                                                                       |
| 15-6-2023                                                             | Paradise                                                              | Panama                                                                | 0 – 2                                                                 | Canada                                                                | CONCACAF Nations League 2022-2023 - Semifinale                        | -                                                                     | 75’                                                                   |
| 18-6-2023                                                             | Paradise                                                              | Canada                                                                | 0 – 2                                                                 | Stati Uniti                                                           | CONCACAF Nations League 2022-2023 - Finale                            | -                                                                     |                                                                       |
| 13-10-2023                                                            | Niigata                                                               | Giappone                                                              | 4 – 1                                                                 | Canada                                                                | Amichevole                                                            | -                                                                     | 62’                                                                   |
| 18-11-2023                                                            | Kingston                                                              | Giamaica                                                              | 1 – 2                                                                 | Canada                                                                | CONCACAF Nations League 2023-2024 - Quarti di finale                  | -                                                                     | 59’                                                                   |
| 21-11-2023                                                            | Toronto                                                               | Canada                                                                | 2 – 3                                                                 | Giamaica                                                              | CONCACAF Nations League 2023-2024 - Quarti di finale                  | 1                                                                     | 74’                                                                   |
| 23-3-2024                                                             | Frisco                                                                | Canada                                                                | 2 – 0                                                                 | Trinidad e Tobago                                                     | CONCACAF Nations League 2023-2024 - play-off                          | -                                                                     | 90+2’                                                                 |
| 6-6-2024                                                              | Rotterdam                                                             | Paesi Bassi                                                           | 4 – 0                                                                 | Canada                                                                | Amichevole                                                            | -                                                                     | 79’                                                                   |
| 9-6-2024                                                              | Bordeaux                                                              | Francia                                                               | 0 – 0                                                                 | Canada                                                                | Amichevole                                                            | -                                                                     | 84’                                                                   |
| 20-6-2024                                                             | Atlanta                                                               | Argentina                                                             | 2 – 0                                                                 | Canada                                                                | Coppa America 2024 - 1º turno                                         | -                                                                     | 81’ 85’                                                               |
| 25-6-2024                                                             | Kansas City                                                           | Perù                                                                  | 0 – 1                                                                 | Canada                                                                | Coppa America 2024 - 1º turno                                         | -                                                                     | 46’                                                                   |
| 5-7-2024                                                              | Arlington                                                             | Venezuela                                                             | 1 – 1 (3 - 4 dtr)                                                     | Canada                                                                | Coppa America 2024 - Quarti di finale                                 | -                                                                     | 81’                                                                   |
| 9-7-2024                                                              | East Rutherford                                                       | Argentina                                                             | 2 – 0                                                                 | Canada                                                                | Coppa America 2024 - Semifinale                                       | -                                                                     | 79’                                                                   |
| 13-7-2024                                                             | Charlotte                                                             | Canada                                                                | 2 – 2 (3 – 4 dtr)                                                     | Uruguay                                                               | Coppa America 2024 - Finale 3º posto                                  | 1                                                                     | 78’                                                                   |
| 15-11-2024                                                            | Paramaribo                                                            | Suriname                                                              | 0 – 1                                                                 | Canada                                                                | CONCACAF Nations League 2024-2025 - Quarti di finale                  | -                                                                     | 61’                                                                   |
| 19-11-2024                                                            | Toronto                                                               | Canada                                                                | 3 – 0                                                                 | Suriname                                                              | CONCACAF Nations League 2024-2025 - Quarti di finale                  | -                                                                     | 64’                                                                   |
| 20-3-2025                                                             | Inglewood                                                             | Canada                                                                | 0 – 2                                                                 | Messico                                                               | CONCACAF Nations League 2024-2025 - Semifinale                        | -                                                                     | 67’                                                                   |
| 23-3-2025                                                             | Inglewood                                                             | Canada                                                                | 2 – 1                                                                 | Stati Uniti                                                           | CONCACAF Nations League 2024-2025 - Finale 3º posto                   | -                                                                     | 67’                                                                   |
| 10-6-2025                                                             | Toronto                                                               | Canada                                                                | 0 – 0 (4 – 5 dtr)                                                     | Costa d'Avorio                                                        | Amichevole                                                            | -                                                                     | 59’                                                                   |
| 21-6-2025                                                             | Houston                                                               | Curaçao                                                               | 1 – 1                                                                 | Canada                                                                | Gold Cup 2025 - 1° turno                                              | -                                                                     | 70’                                                                   |
| 24-6-2025                                                             | Houston                                                               | Canada                                                                | 2 – 0                                                                 | El Salvador                                                           | Gold Cup 2025 - 1º turno                                              | -                                                                     | 57’                                                                   |
| Totale                                                                |                                                                       | Presenze                                                              | 31                                                                    |                                                                       | Reti                                                                  | 3                                                                     |                                                                       |